# Фонд Мухи
Фонд Мухи (англ. Mucha Foundation) — незалежна, некомерційна благодійна організація. Основні напрямки діяльності фонду полягають у збереженні колекції та популяризації робіт чеського художника Альфонса Мухи (1860—1939). Заснована у 1992 році, після смерті сина художника, Їржі, його дружиною Джеральдіною та їхнім єдиним сином, Джоном Мухою. 
Сам художник вважав, що мистецтво є найважливішим благом для людства і що якомога більшій кількості людей слід його споглядати і ним насолоджуватися. Фонд Мухи активно популяризує роботи художника завдяки проведенню виставок у всьому світі, публікаціям, створенням тресту Мухи та Музею Мухи в Празі. У 1993 році фонд організував свою першу виставку робіт Альфонса Мухи у галереї Барбікан у Лондоні.
При фонді активно діє програма зі збереження та реставрації робіт художника за музейними стандартами, які потім виставляються на показ публіці. З моменту створення фонду було відреставровано більше ніж 500 робіт.
Керівництво
Призидентом фонду є Джон Муха, внук Альфонса Мухи.
- Директори — Джон Муха, Сара Муха
- Куратор — Томоко Сато
- Збереження та реставрація — Caroline J Spiers Ltd
- Офіс в Парижі — Кеті Дюран
- Офіс в Празі — Симона Кристофкова